# Інтроццо
Інтроццо (італ. Introzzo) — муніципалітет в Італії, у регіоні Ломбардія, провінція Лекко.
Інтроццо розташоване на відстані близько 530 км на північний захід від Рима, 70 км на північ від Мілана, 27 км на північ від Лекко.
Населення — 124 особи (2014).
Щорічний фестиваль відбувається 17 січня. Покровителі — святий Антоній Великий.

## Демографія
Населення за роками:

Станом на 31 грудня 2014 року в муніципалітеті офіційно проживало 8 іноземців з 4 країн, серед них 2 громадяни країн Євросоюзу.

## Сусідні муніципалітети
- Дервіо
- Доріо
- Суельйо
- Тременіко